# Estany de Bellcaire
L'estany de Bellcaire és una llacuna, actualment dessecada, a cavall dels municipis de Bellcaire d'Empordà i Torroella de Montgrí, al nord del massís del Montgrí i limita amb la plana alt empordanesa. Fou dessecat cap a mitjans del segle xviii per aprofitar les terres per al conreu. Aquesta pràctica era bastant comuna en tot Espanya.
L'estany pertany a la conca del Ter, ja que el canal de rec que inunda els actuals arrossars que constitueixen aquest espai (el rec del Molí, del qual en deriva el rec de Cinyana) neix a la resclosa de Colomers. Es tracta, però, d'un espai a mig camí entre les zones humides de la plana alt empordanesa (les zones humides lligades a les desembocadures de la Muga i el Fluvià) i les zones humides de la plana del Baix Empordà (lligades a les desembocadures del Ter i el Daró).
L'actual estany fou dessecat a mitjans del segle xix per recs de drenatge que s'han incorporat, recentment, al funcionament hidrològic dels arrossars. Malgrat l'assecament gairebé total de l'estany, aquest presenta diverses particularitats botàniques i faunístiques que en fan un espai ben excepcional des del punt de vista ecològic i conservacionista. Pel que fa a la flora, es coneix la presència de l'escrofulariàcia Lindernia dubia, i les ciperàcies Scirpus supinus, Cyperus difformis i Scirpus mucronatus (herbes totes elles que creixen en els arrossars i que són força rares a Catalunya); la umbel·lífera Oenanthe lachenalii i la papilionàcia Melilotus messanensis (que es troben en jonqueres de sòls salins i també són força rares a Catalunya); i, finalment, la ranunculàcia Ranunculus sceleratus (planta d'aiguamolls també força rara).
Pel que fa a la fauna es tracta d'una zona important per a la migració d'ocells i un punt destacat de cria d'ocells aquàtics. Per acabar, s'hi ha citat la Mauremys caspica. Es tracta d'una de les zones humides més amenaçades de la plana alt empordanesa per la seva total conversió en arrossars i per un projecte de camp de golf.